# Liste von Sprengstoffanschlägen im Jahr 1972
Die Liste von Sprengstoffanschlägen im Jahr 1972 erfasst Anschläge mit Sprengladungen und anderen Spreng- und Brandvorrichtungen gegen Einrichtungen und Ansammlungen von Menschen, die im Jahr 1972 passierten. Zu den Formen zählen unter anderem Auto- und Rucksackbomben. Siehe auch Liste von Anschlägen auf Verkehrsflugzeuge.

## Liste
| Datum         | Ereignis                                                        | Ort                  | Staat                      | Tote | Verletzte | Anmerkung, Quellen                    |
| ------------- | --------------------------------------------------------------- | -------------------- | -------------------------- | ---- | --------- | ------------------------------------- |
| 26. Jan. 1972 | Jugoslovenski-Aerotransport-Flug 367                            | nahe Srbská Kamenice | Tschechoslowakei           | 27   | 1         | [ 1 ]                                 |
| 4. März 1972  | Sprengstoffanschlag auf Restaurant                              | Belfast              | Vereinigtes Königreich     | 2    | 130       | [ 2 ]                                 |
| 6. März 1972  | Anschlag mit Autobombe auf das Stadtzentrum                     | Belfast              | Vereinigtes Königreich     | 0    | 56        | [ 3 ]                                 |
| 20. März 1972 | Anschlag mit Autobombe auf Zeitungsgebäude                      | Belfast              | Vereinigtes Königreich     | 7    | 148       | [ 4 ]                                 |
| 19. Mai 1972  | Sprengstoffanschlag auf das Verlagsgebäude der Axel-Springer-AG | Hamburg              | Bundesrepublik Deutschland | 0    | 17        | Mai-Offensive der Rote Armee Fraktion |
| 15. Juni 1972 | Sprengstoffanschlag auf Cathay-Pacific-Flug 700Z                | Pleiku               | Südvietnam                 | 81   | 0         | [ 6 ]                                 |
| 21. Juli 1972 | Bloody Friday                                                   | Belfast              | Vereinigtes Königreich     | 11   | 130       |                                       |
| 31. Juli 1972 | Anschlag mit Autobomben auf Zivilisten                          | Claudy               | Vereinigtes Königreich     | 9    | 30        | [ 7 ]                                 |